# James Gosling
James Gosling O.C., Ph.D. (* 19. května 1955 poblíž Calgary, Alberta, Kanada) je kanadský softwarový programátor, který se nejvíce proslavil jako autor objektově orientovaného, multiplatformního programovacího jazyka Java (původně pojmenovaného Oak).

## Vzdělání
V roce 1977 získal na University of Calgary titul B.Sc (bakalář přírodních věd) v oboru informatika, v témže oboru v roce 1983 získal titul Ph.D. na Carnegie Mellon University. Jeho disertační práce měla název "The Algebraic Manipulation of Constraints".

## Profese
V roce 1981 vytvořil první verzi textového editoru Emacs, který běžel pod UNIXem. Pojmenoval jej Gosling Emacs (Gosmacs). Dále vytvořil jednu z prvních víceprocesorových verzí UNIXu, několik překladačů, emailových agentů a window managerů a byl také prvním vývojářem tabulkového procesoru sc.
V letech 1984–2010 byl zaměstnaný u společnosti Sun Microsystems. V roce 1991 provedl originální návrh programovacího jazyka Java a implementoval jeho první překladač a virtuální stroj. Od roku 1992 se podílel na vývoji dalších verzí jazyka Java.
Dále pracoval jako vedoucí na projektech NeWS, uživatelské rozhraní UNIXu a windowing system. Byl členem komise pro eliminaci grafických a architektonických nedostatků systému Unix. Spolupracoval na vývoji webového prohlížeče HotJava.
Roku 2005 byl jmenován do pozice hlavního vědeckého poradce oddělení, které se zabývalo vývojem klientského softwaru v jazyce Java. Jeho hlavní pracovní náplní byla korekce a dohled nad pokračujícím vývojem jazyka Java, speciálně virtuálního stroje a class knihoven.
Mimo to reprezentoval firmu Sun na konferencích, velmi pečlivě sledoval trendy v oblasti IT a zároveň komunikoval s vývojáři i uživateli, aby mohl lépe předvídat potřeby zákazníků, které by promítl do vývoje technologie Java.
Firmu Sun Microsystems opustil 2. dubna 2010, krátce poté, co byla převzata společností Oracle Corporation.
Dne 28. března 2011 oznámil, že byl zaměstnán společností Google. Pět měsíců na to se zapojil do start-up projektu Liquid Robotics. Zároveň figuruje jako poradce ve společnosti Typesafe.

## Získaná ocenění
V roce 2007 získal vyznamenání Officer of the Order of Canada. Order je v Kanadě nejvyšší občanské vyznamenání a Officer je druhý nejvyšší stupeň tohoto vyznamenání.
Dále získal mnoho profesních ocenění jako např. Innovator of the Year udělované časopisem Discover Magazine a Software Development's "Programing Excellence Award". Je autorem více než deseti patentů.

## Poznámka
V roce 2006 se byl nucen poprvé po dlouhé době oholit. Podle něj ho jeho žena ani jeho děti ještě nikdy před tím bez vousů neviděli.

## Publikace
- Ken Arnold, James Gosling, David Holmes, The Java Programming Language, Fourth Edition, Addison-Wesley Professional, 2005, ISBN 0-321-34980-6
- James Gosling, Bill Joy, Guy L. Steele Jr., Gilad Bracha, The Java Language Specification, Third Edition, Addison-Wesley Professional, 2005, ISBN 0-321-24678-0
- Ken Arnold, James Gosling, David Holmes, The Java Programming Language, Third Edition, Addison-Wesley Professional, 2000, ISBN 0-201-70433-1
- James Gosling, Bill Joy, Guy L. Steele Jr., Gilad Bracha, The Java Language Specification, Second Edition, Addison-Wesley, 2000, ISBN 0-201-31008-2
- Gregory Bollella (Editor), Benjamin Brosgol, James Gosling, Peter Dibble, Steve Furr, David Hardin, Mark Turnbull, The Real-Time Specification for Java, Addison Wesley Longman, 2000, ISBN 0-201-70323-8
- Ken Arnold, James Gosling, The Java programming language Second Edition, Addison-Wesley, 1997, ISBN 0-201-31006-6
- Ken Arnold, James Gosling, The Java programming language, Addison-Wesley, 1996, ISBN 0-201-63455-4
- James Gosling, Bill Joy, Guy L. Steele Jr., The Java Language Specification, Addison Wesley Publishing Company, 1996, ISBN 0-201-63451-1
- James Gosling, Frank Yellin, The Java Team, The Java Application Programming Interface, Volume 2: Window Toolkit and Applets, Addison-Wesley, 1996, ISBN 0-201-63459-7
- James Gosling, Frank Yellin, The Java Team, The Java Application Programming Interface, Volume 1: Core Packages, Addison-Wesley, 1996, ISBN 0-201-63453-8
- James Gosling, Henry McGilton, The Java language Environment: A white paper, Sun Microsystems, 1996
- James Gosling, David S. H. Rosenthal, Michelle J. Arden, The NeWS Book : An Introduction to the Network/Extensible Window System (Sun Technical Reference Library), Springer, 1989, ISBN 0-387-96915-2